# 廉隅 (咸豐進士)
廉隅（1823年—1882年），号方之，吳郎漢吉爾們氏，蒙古镶白旗人。咸丰辛亥举人，丙辰进士。

## 生平
后官山西和順县、左云县、太谷县，奉天北镇县、铁岭县知县，錦州府新民厅同知。
咸豐十一年五月授鐵嶺縣知縣，光緖二年六月自鐵嶺縣知縣奏陞新民廳撫民同知，三年二月任，十一月調省，光緖四年二月署營口廳海防同知。光緖七年二月回任新民廳撫民同知，八年五月調署廣寧縣知縣，九月卒。

## 家庭
- 曾祖雅達那；
- 祖父吉祿，嘉庆乙丑进士；
- 叔祖父吉恒，嘉庆己巳进士，广东布政使；
- 父桂星，道光己丑进士；
- 母那拉氏，驻藏帮办大臣恩慶之妹；
- 叔父桂楙，道光丙申进士；
- 胞兄廉敬，道光己亥举人、胞弟廉恩，咸丰乙卯举人；
- 堂兄廉能，道光丙午举人、堂弟廉楷，咸丰乙卯举人。[7]
- 松堉，光緒丁丑進士。

一門六進士。